# Mason Plumlee
Pour les articles homonymes, voir Plumlee.
Mason Plumlee, né le 5 mars 1990 à Fort Wayne dans l'Indiana, est un joueur américain de basket-ball évoluant au poste de pivot.

## Biographie

### Nets de Brooklyn (2013-2015)

#### Saison 2013-2014
Le 27 juin 2013, Plumlee est drafté en 22e position de choix de la draft 2013 de la NBA par les Nets de Brooklyn. Le 3 juillet 2013, il signe son contrat rookie avec les Nets. Le 15 novembre 2013, pour son premier match contre son frère Miles Plumlee et les Suns de Phoenix, il termine la rencontre avec sept points, trois rebonds et deux passes décisives dans la victoire des siens 100 à 98 après prolongation. Le lendemain, Plumlee joue 26 minutes contre les Clippers de Los Angeles en raison des absences pour blessure de Brook Lopez et Kevin Garnett, et marque 19 points et prend six rebonds, établissant deux records en carrière. Plumlee est sélectionné dans l'équipe de Chris Webber pour participer au Rising Stars Challenge 2014, alors que son frère Miles est choisi pour jouer dans l'équipe de Grant Hill. Le 19 février 2014, Plumlee réalise son second double-double en carrière, en terminant la rencontre avec 22 points et 13 rebonds dans la victoire des siens. Le 17 mars 2014, les deux frères Miles et Mason sont titulaires respectivement pour les Suns et les Nets ; Mason termine la rencontre avec 14 points et 11 rebonds, alors que Miles compile trois points et six rebonds dans la victoire des Nets 108 à 95.
Le 8 avril 2014, les Nets rencontrent le double champion en titre, le Heat de Miami, pour essayer de devenir la première équipe à battre LeBron James sur les quatre confrontations de la saison. Avec Kevin Garnett laissé au repos et Andray Blatche absent pour maladie, Plumlee était le seul pivot disponible dans l'effectif des Nets. Les Nets menaient 88 à 87 dans les dernières secondes lorsque James tente un dunk pour remporter le match. Plumlee repousse le tir, empêche la défaite à son équipe et permet de valider la quatrième victoire de la saison contre le Heat de James ce que le New York Times décrit comme un moment marquant de sa carrière. Bien que James soit visiblement contrarié par l'action en affirmant avoir été victime d'une faite, la NBA a ensuite annoncé que le jugement de l'arbitre était correct et que le contre était propre. En 70 matches (dont 22 titularisations), Plumlee a des moyennes de 7,4 points et 4,4 rebonds par match et est nommé dans le meilleur cinq majeur des rookies de la saison, devenant le premier joueur des Nets depuis Brook Lopez (en 2008-2009) à recevoir cet honneur.

#### Saison 2014-2015
Après le départ d'Andray Blatche, Plumlee devient au cours de la saison le principal remplaçant de Brook Lopez au poste de pivot. Le 24 octobre 2014, les Nets activent leur option d'équipe sur la troisième année du contrat rookie de Plumlee, le prolongeant jusqu'à la fin de la saison 2015-2016.
Après avoir été titularisé lors des deux premiers matches de la saison en l'absence de Lopez, Plumlee retrouve son rôle de remplaçant au retour de Lopez jusqu'à ce que ce dernier manque à nouveau en décembre au cours duquel Plumlee est replacé dans le cinq majeur. Le 12 décembre 2014, il marque 18 points (son record de la saison) et prend 10 rebonds pour aider les Nets à battre les 76ers de Philadelphie 88 à 70. Le 23 décembre, il bat ses records de points avec 19 unités et de rebonds avec 13 prises dans la victoire 102 à 96 contre les Nuggets de Denver. Le 12 janvier 2015, il bat de nouveau son record de points en carrière avec 24 points dans la défaite 113 à 99 chez les Rockets de Houston.

### Trail Blazers de Portland (2015-2017)
Le 25 juin 2015, Plumlee est transféré, avec les droits de draft sur Pat Connaughton aux Trail Blazers de Portland contre Steve Blake et les droits de draft sur Rondae Hollis-Jefferson. Le 30 septembre 2015, les Trail Blazers activent leur option d'équipe sur la quatrième année du contrat rookie de Plumlee, le prolongeant jusqu'à la fin de la saison 2016-2017. Le 14 décembre 2015, il termine la rencontre avec 15 points, 13 rebonds et six passes décisives (son record en carrière) lors de la victoire 105 à 101 contre les Pelicans de La Nouvelle-Orléans. Le 6 janvier 2016, il marque 19 points, son record de la saison, lors de la défaite chez les Clippers de Los Angeles. Le 18 janvier, il réalise son douzième double-double de la saison en terminant la rencontre avec 10 points, 11 rebonds et sept passes décisives (son record en carrière) dans la victoire 108 à 98 contre les Wizards de Washington. Le 29 janvier, dans la victoire contre les Hornets de Charlotte, Plumlee marque 13 points et prend 12 rebonds pour son 13e double-double de la saison. Le 20 mars, il marque 14 points et prend 19 rebonds (son record en carrière) dans la défaite 132 à 120 après prolongation chez les Mavericks de Dallas.
Lors du match 3 du premier tour des Playoffs NBA 2016 contre les Clippers de Los Angeles, Plumlee bat ses records en carrière avec 21 rebonds et neuf passes décisives dans la victoire 96 à 88 ; il devient le premier joueur à prendre 19 rebonds ou plus et huit passes décisives ou plus dans un match de playoffs depuis LeBron James en 2010 ; il devient également le premier pivot des Trail Blazers à distribuer huit passes décisives ou plus dans un match de playoffs depuis Arvydas Sabonis en 1999. Lors du match 4 de la série, Plumlee termine la rencontre avec 14 rebonds, 10 passes décisives, trois contres et deux points dans la victoire 98 à 84, permettant aux siens d'égaliser 2 matches à 2 dans la série.
Le 7 décembre 2016, dans la défaite chez les Bucks de Milwaukee, Plumlee devient le joueur de Portland le plus rapide à capter 150 rebonds et distribuer 100 passes décisives (en 23 matches) depuis Scottie Pippen en 1999-2000 (en 22 matches). Le 8 janvier 2017, Plumlee termine la rencontre avec huit points, 12 passes décisives (son record en carrière), trois contres et une interception en 40 minutes lors de la défaite 125 à 124 après deux prolongations chez les Pistons de Détroit. Ses 10 rebonds et 12 passes décisives font de lui le premier ailier fort ou pivot des Trail Blazers à réaliser un double-double dans ces catégories depuis Mychal Thompson en janvier 1984.

### Nuggets de Denver (2017-2020)
Le 13 février 2017, Plumlee est transféré, avec un second tour de draft 2018 et une somme d'argent, aux Nuggets de Denver, en échange de Jusuf Nurkić et un premier tour de draft 2017 protégé.
Le 21 juin 2017, les Nuggets offrent une qualifying offer à Plumlee, leur permettant de s'aligner sur toutes les offres de nouveau contrat des autres équipes.
Le 20 septembre 2017, Plumlee signe un nouveau contrat de 41 millions de dollars sur trois ans avec les Nuggets.

### Pistons de Détroit (2020-2021)
Le 20 novembre 2020, il signe un contrat de 25 millions de dollars sur trois ans avec les Pistons de Détroit.

### Hornets de Charlotte (2021-2023)
Le soir de la draft 2021, il est envoyé chez les Hornets de Charlotte.

### Clippers de Los Angeles (2023-2024)
En février 2023, il est transféré aux Clippers de Los Angeles en échange de Reggie Jackson. 
En juillet 2023, il prolonge aux Clippers pour une saison via un contrat de 5 millions de dollars.

### Suns de Phoenix (2024-2025)
En juillet 2024, Plumlee rejoint les Suns de Phoenix pour une saison.

### Hornets de Charlotte (depuis 2025)
Début juillet 2025, il revient aux Hornets, pour une saison et 3,6 millions de dollars.

### Sélection nationale
Mason Plumlee connaît 2 fois une sélection avec l'Équipe des États-Unis de basket-ball. 
La première est assez controversée à l'occasion de la Coupe du monde masculine de basket-ball 2014. En effet, certains lui reprochent ses liens avec le sélectionneur Mike Krzyzewski, son coach à l'université ainsi qu'avec l'équipementier de l'équipe, à savoir Nike. De plus, beaucoup mettent en avant le fait que c'est un rookie et que des joueurs meilleurs et plus expérimentés ne sont pas sélectionnés. Quoi qu'il en soit, il participe tout de même à la compétition et obtient l'or mondial avec la Team USA.
Sa seconde sélection est à l'occasion de la Coupe du monde masculine de basket-ball 2019. Cette fois-ci, elle fait suite au forfait de nombreux joueurs majeurs de NBA.

## Palmarès

### Distinction personnelle
- NBA All-Rookie First Team en 2013-2014.

### Sélection nationale
- Médaillé d'or à la coupe du monde 2014 en Espagne.

## Statistiques
gras = ses meilleures performances

### Universitaires
| Saison    | Équipe   | Matchs | Titul. | Min./m | % Tir | % 3pts | % LF | Rbds/m. | Pass/m. | Int/m. | Ctr/m. | Pts/m. |
| --------- | -------- | ------ | ------ | ------ | ----- | ------ | ---- | ------- | ------- | ------ | ------ | ------ |
| 2009-2010 | Duke     | 34     | 1      | 14,1   | 46,2  | 25,0   | 54,3 | 3,12    | 0,88    | 0,53   | 0,88   | 3,68   |
| 2010-2011 | Duke     | 37     | 31     | 24,6   | 55,0  | 0,0    | 45,9 | 8,03    | 1,32    | 0,84   | 1,49   | 6,68   |
| 2011-2012 | Duke     | 34     | 31     | 28,4   | 57,2  | 0,0    | 52,8 | 9,18    | 1,62    | 0,76   | 1,65   | 11,15  |
| 2012-2013 | Duke     | 36     | 35     | 34,7   | 59,9  | 0,0    | 68,1 | 9,97    | 1,94    | 1,00   | 1,47   | 17,08  |
| Carrière  | Carrière | 141    | 98     | 25,5   | 56,6  | 20,0   | 58,8 | 7,62    | 1,45    | 0,79   | 1,38   | 9,69   |

### Professionnelles

#### Saison régulière
| Saison    | Équipe        | Matchs | Titul. | Min./m | % Tir | % 3pts | % LF | Rbds/m. | Pass/m. | Int/m. | Ctr/m. | Pts/m. |
| --------- | ------------- | ------ | ------ | ------ | ----- | ------ | ---- | ------- | ------- | ------ | ------ | ------ |
| 2013-2014 | Brooklyn      | 70     | 22     | 18,2   | 65,9  | 0,0    | 62,6 | 4,40    | 0,86    | 0,70   | 0,79   | 7,43   |
| 2014-2015 | Brooklyn      | 82     | 45     | 21,3   | 57,3  | 0,0    | 49,5 | 6,24    | 0,90    | 0,79   | 0,77   | 8,74   |
| 2015-2016 | Portland      | 82     | 82     | 25,4   | 51,6  | 0,0    | 64,2 | 7,66    | 2,76    | 0,83   | 1,04   | 9,13   |
| 2016-2017 | Portland      | 54     | 54     | 28,1   | 53,2  | 0,0    | 56,7 | 8,00    | 3,96    | 0,93   | 1,17   | 11,06  |
| 2016-2017 | Denver        | 27     | 10     | 23,4   | 54,7  | 0,0    | 61,8 | 6,41    | 2,59    | 0,70   | 1,07   | 9,07   |
| 2017-2018 | Denver        | 74     | 26     | 19,5   | 60,1  | 0,0    | 45,8 | 5,41    | 1,92    | 0,66   | 1,09   | 7,08   |
| 2018-2019 | Denver        | 82     | 17     | 21,1   | 59,3  | 20,0   | 56,1 | 6,39    | 2,96    | 0,80   | 0,93   | 7,77   |
| 2019-2020 | Denver        | 61     | 1      | 17,3   | 61,5  | 0,0    | 53,5 | 5,20    | 2,50    | 0,50   | 0,60   | 7,20   |
| 2020-2021 | Détroit       | 56     | 56     | 26,8   | 61,4  | 0,0    | 66,9 | 9,30    | 3,60    | 0,80   | 0,90   | 10,40  |
| 2021-2022 | Charlotte     | 73     | 73     | 24,6   | 64,1  | 0,0    | 39,2 | 7,70    | 3,10    | 0,80   | 0,70   | 6,50   |
| 2022-2023 | Charlotte     | 56     | 56     | 28,5   | 66,9  | 0,0    | 60,5 | 9,66    | 3,66    | 0,62   | 0,62   | 12,23  |
| 2022-2023 | L.A. Clippers | 23     | 4      | 19,9   | 72,7  | 0,0    | 77,2 | 6,91    | 1,74    | 0,48   | 0,52   | 7,48   |
| Carrière  | Carrière      | 740    | 446    | 22,7   | 59,5  | 4,9    | 56,6 | 6,85    | 2,50    | 0,74   | 0,86   | 8,54   |

Mise à jour le 12 juin 2023

#### Playoffs
| Saison   | Équipe        | Matchs | Titul. | Min./m | % Tir | % 3pts | % LF | Rbds/m. | Pass/m. | Int/m. | Ctr/m. | Pts/m. |
| -------- | ------------- | ------ | ------ | ------ | ----- | ------ | ---- | ------- | ------- | ------ | ------ | ------ |
| 2014     | Brooklyn      | 10     | 0      | 11,4   | 43,8  | 0,0    | 44,4 | 2,30    | 0,20    | 0,30   | 0,70   | 2,20   |
| 2015     | Brooklyn      | 6      | 0      | 8,2    | 66,7  | 0,0    | 36,4 | 1,33    | 0,33    | 0,67   | 0,33   | 2,00   |
| 2016     | Portland      | 11     | 11     | 27,8   | 40,0  | 0,0    | 63,6 | 11,82   | 4,82    | 0,64   | 1,00   | 7,00   |
| 2019     | Denver        | 14     | 0      | 15,6   | 51,1  | 0,0    | 57,1 | 4,43    | 1,50    | 0,50   | 0,71   | 4,57   |
| 2020     | Denver        | 19     | 0      | 10,9   | 48,7  | 0,0    | 66,7 | 3,21    | 1,32    | 0,21   | 0,42   | 2,42   |
| 2023     | L.A. Clippers | 5      | 0      | 18,2   | 87,5  | 0,0    | 92,9 | 6,80    | 1,80    | 0,40   | 0,40   | 8,20   |
| Carrière | Carrière      | 65     | 11     | 15,1   | 49,5  | 0,0    | 60,3 | 4,89    | 1,72    | 0,42   | 0,62   | 4,03   |

Mise à jour le 29 septembre 2023

## Records sur une rencontre en NBA
Les records personnels de Mason Plumlee en NBA sont les suivants, :
| Type de statistique        | Saison régulière | Saison régulière         | Saison régulière | Playoffs | Playoffs                   | Playoffs      |
| Type de statistique        | Record           | Adversaire               | Date             | Record   | Adversaire                 | Date          |
| -------------------------- | ---------------- | ------------------------ | ---------------- | -------- | -------------------------- | ------------- |
| Points                     | 27               | @ Kings de Sacramento    | 20 décembre 2016 | 17       | @ Clippers de Los Angeles  | 20 avril 2016 |
| Paniers marqués            | 10               | 3 fois                   | 3 fois           | 6        | Warriors de Golden State   | 9 mai 2016    |
| Paniers tentés             | 15               | 2 fois                   | 2 fois           | 11       | Warriors de Golden State   | 9 mai 2016    |
| Paniers à 3 points réussis | 1                | 2 fois                   | 2 fois           | -        | -                          | -             |
| Paniers à 3 points tentés  | 1                | 41 fois                  | 41 fois          | 1        | 2 fois                     | 2 fois        |
| Lancers francs réussis     | 10               | 2 fois                   | 2 fois           | 7        | @ Clippers de Los Angeles  | 20 avril 2016 |
| Lancers francs tentés      | 16               | Kings de Sacramento      | 29 décembre 2014 | 9        | @ Clippers de Los Angeles  | 20 avril 2016 |
| Rebonds offensifs          | 10               | @ Mavericks de Dallas    | 20 mars 2016     | 7        | Warriors de Golden State   | 9 mai 2016    |
| Rebonds défensifs          | 18               | 2 fois                   | 2 fois           | 18       | Clippers de Los Angeles    | 23 avril 2016 |
| Rebonds totaux             | 21               | @ Pacers de l'Indiana    | 24 avril 2021    | 21       | Clippers de Los Angeles    | 23 avril 2016 |
| Passes décisives           | 12               | Pistons de Détroit       | 8 janvier 2017   | 10       | Clippers de Los Angeles    | 25 avril 2016 |
| Interceptions              | 4                | 2 fois                   | 2 fois           | 5        | Trail Blazers de Portland  | 29 avril 2019 |
| Contres                    | 6                | @ Rockets de Houston     | 18 novembre 2015 | 3        | Clippers de Los Angeles    | 25 avril 2016 |
| Balles perdues             | 8                | @ Cavaliers de Cleveland | 27 janvier 2021  | 6        | @ Warriors de Golden State | 3 mai 2016    |
| Minutes jouées             | 47               | @ Lakers de Los Angeles  | 6 février 2021   | 35       | Warriors de Golden State   | 9 mai 2016    |

- Double-double : 118 (dont 4 en playoffs)
- Triple-double : 2

Dernière mise à jour : 7 mars 2025

## Salaires
| Année       | Équipe      | Salaire      |
| ----------- | ----------- | ------------ |
| 2013-2014   | Brooklyn    | 1 298 640 $  |
| 2014-2015   | Brooklyn    | 1 357 080 $  |
| 2015-2016   | Portland    | 1 415 520 $  |
| 2016-2017   | Denver      | 2 328 530 $  |
| 2017-2018   | Denver      | 14 041 096 $ |
| 2018-2019   | Denver      | 12 917 808 $ |
| 2019-2020   | Denver      | 14 041 096 $ |
| 2020-2021   | Détroit     | 8 000 000 $  |
| 2021-2022   | Charlotte   | 8 137 500 $  |
| Total Gains | Total Gains | 63 537 270 $ |
| 2022-2023   | Charlotte   | 9 080 417 $  |

## Vie privée
Il a 2 frères passés eux aussi en NBA : Miles Plumlee et Marshall Plumlee, ce dernier la quittant en 2019 pour rejoindre l'armée américaine.